# Bombowe hity czyli the best of 1988–2004
Bombowe hity czyli the best of 1988–2004 – pierwsza kompilacja zespołu Big Cyc, wydana w 2004 roku przez Universal Music Polska. Zawiera najlepsze nagrane ówcześnie utwory zespołu; wyjątkiem jest „Złoty warkocz”. Piosenka ta wyśmiewa się z ówczesnej posłanki, Renaty Beger. Wytyka takie wady jak niskie wykształcenie i nieznajomość języków obcych.
Dostępne były dwa wydania: zwykłe, zawierające tylko płytę CD z niżej wymienionymi ścieżkami, oraz wersja limitowana, zawierająca dodatkową płytę DVD z teledyskami zespołu.
Składanka w 2013 roku osiągnęła status złotej płyty.

## Lista utworów

### Ścieżki z płyty CD
1. „Złoty warkocz” – 3:06
2. „Makumba” – 3:16
3. „Każdy facet to świnia” – 4:24
4. „Świat według Kiepskich” – 1:48
5. „Berlin Zachodni” – 4:44
6. „Słoneczny patrol” – 2:39
7. „Rudy się żeni” – 2:50
8. „Kumple Janosika” – 3:50
9. „Guma” – 2:26
10. „Kręcimy pornola” – 3:50
11. „Piosenka góralska” – 2:07
12. „Jak słodko zostać świrem” – 4:03
13. „Dramat fryzjerski” – 3:34
14. „Wielka miłość do babci klozetowej” – 3:54
15. „Nie wierzcie elektrykom” – 3:13
16. „Dres” – 3:41
17. „Kapitan Żbik” – 2:51
18. „Nienawidzę szefa” – 3:54
19. „Piosenka o solidarności czyli wszystko gnije” – 5:00
20. „Ballada o smutnym skinie” – 5:52

### Lista teledysków z wersji limitowanej
1. Jak słodko zostać świrem
2. Buntownik z aerozolu
3. Nie zapomnisz nigdy
4. To dla ciebie
5. Dramat fryzjerski
6. Kręcimy pornola
7. Makumba
8. Guma
9. Światem rządzą kobiety
10. Hurra Huba
11. Słoneczny Patrol
12. Wszyscy święci
13. Kumple Janosika
14. Czas na rwanie
15. Nasza rodzinka
16. Świat według Kiepskich
17. Facet to świnia
18. Rudy się żeni
19. Dres
20. Złoty warkocz